# John S. Pemberton
John Stith Pemberton (ur. 8 lipca 1831, Knoxville, zm. 16 sierpnia 1888, Atlanta) – amerykański farmaceuta, twórca receptury Coca-Coli.
Był ciężko ranny w wojnie secesyjnej (walczył po stronie konfederatów); w trakcie leczenia uzależnił się od morfiny i kokainy. W swoim laboratorium w Atlancie wymyślił specyfik na ukojenie nerwów na bazie liści koki i orzeszków kola; sprzedawał go później z saturatora jako „pyszny i orzeźwiający napój tak dobry, że Bóg by nim nie wzgardził”.
Wspólnik Pembertona wymyślił nazwę i wykaligrafował ją, tworząc popularne później logo. W pierwszym roku produkcji sprzedawano dziennie 9 szklanek, współcześnie średnio ponad miliard butelek. Pemberton zmarł krótko po zarejestrowaniu firmy Coca-Cola Co. Późniejsza receptura usuwa kokainę z ekstraktu liści koki i stanowi pilnie strzeżoną tajemnicę.